# Stazione di Orsa
La stazione di Orsa, detta anche di Tonnara Orsa, è una fermata ferroviaria di Cinisi, nella città metropolitana di Palermo. Si trova sulla linea Piraineto-Palermo Aeroporto, a servizio della località di Torre della Tonnara dell'Ursa.

## Storia
La fermata di Orsa venne attivata formalmente il 31 luglio 2003, ma mai entrata in effettivo servizio. Inizialmente, con l’attivazione del passante ferroviario di Palermo, era prevista la messa in servizio della stazione durante l’estate del 2018. La stazione viene effettivamente attivata l'11 settembre 2023, dopo 20 anni dalla sua costruzione. Nel periodo tra il 9 e il 12 maggio 2024, ad Orsa hanno cominciato ad effettuare fermate 36 treni della linea di Palermo.

## Movimento
La stazione è servita da treni regionali della relazione Palermo Aeroporto - Palermo Centrale.